# Pyrrhoplectes epauletta
Pyrrhoplectes epauletta là một loài chim trong họ Fringillidae. Chúng được tìm thấy ở Ấn Độ, Bhutan, Myanmar, Nepal và Trung Quốc.